# Pteralyxia
Pteralyxia là chi thực vật có hoa trong họ Apocynaceae.